# Estação Los Quillayes
A Estação Los Quillayes é uma das estações do Metrô de Santiago, situada em Santiago, entre a Estação San José de la Estrella e a Estação Elisa Correa. Faz parte da Linha 4.
Foi inaugurada em 30 de novembro de 2005. Localiza-se no cruzamento da Avenida Vicuña Mackenna com a Avenida María Elena. Atende a comuna de La Florida.